# Eutrichosiphum pullum
Eutrichosiphum pullum är en insektsart. Eutrichosiphum pullum ingår i släktet Eutrichosiphum och familjen långrörsbladlöss. Inga underarter finns listade i Catalogue of Life.